# Princípio de caridade
Em filosofia e retórica, o princípio de caridade - ou caridade hermenêutica - é uma abordagem da compreensão das falas de alguém pela atribuição às mesmas da melhor interpretação possível. Em sentido estrito, o objetivo desse princípio metodológico é a prevenção da introdução de falácias ou irracionalidades no discurso de alguém. 
Segundo o filósofo Simon Blackburn, o princípio "constrange o intérprete a maximizar a verdade ou racionalidade nos ditos do sujeito".
Foi assim nomeado em 1958-59 por Neil L. Wilson, sendo que tanto Willard Van Orman Quine como Donald Davidson estão associados com diferentes formulações do princípio da Caridade.  Por vezes Davidson também se refere a ele como o princípio da acomodação racional. Sumarizou-a do seguinte modo: Tomamos o máximo sentido das palavras e dos pensamentos de outros quando interpretamos de modo a optimizar a concordância. O princípio pode ser invocado no caso de um argumento lógico em particular ou de facto para dar sentido a considerações do orador quando se está sem a certeza do seu significado; O uso por parte de Quine desse princípio, em particular, dá-lhe um formato vasto, amplo.
Um suplemento ao princípio da caridade é o princípio da humanidade, que reclama uma interpretação quanto à intervenção de outro orador que passa por assumir que as suas crenças e desejos estão relacionados de alguma forma entre eles e a realidade, atribuindo-lhe "as nossas próprias atitudes proposicionais que supomos vir a ter nas mesmas circunstâncias" (Daniel Dennett, "Mid-Term Examination," em 'The Intentional Stance' p. 343).  O Princípio da humanidade foi assim nomeado por Richard Grandy em 1973. 